# Cassa di Risparmio del Veneto
La Cassa di Risparmio del Veneto S.p.A. (conosciuta anche come CRVENETO) è stata un istituto di credito di Padova facente parte del gruppo Intesa Sanpaolo.

## Storia

### LaCassa di Risparmio di Padova[1]
Nel 1822 fu costituita la Cassa di Risparmio di Padova, contemporaneamente ad altre casse di città venete, sul modello della Cassa di Risparmio di Vienna.
La finalità era quella di raccogliere i risparmi dei ceti umili, fino ad allora esclusi dalle banche private.
Per iniziativa del primo amministratore Giovanni Battista Valvassori, la Cassa era gestita dal Monte di Pietà cittadino.
I depositi erano garantiti dal patrimonio del Monte e rendevano un interesse fisso del 4%.
Nel 1869, dopo l'annessione del Veneto all'Italia, la Cassa si diede un nuovo statuto, che la rendeva autonoma dal Monte di Pietà, ma la poneva sotto il controllo del Comune.
L'istituto venne autorizzato a concedere mutui ipotecari e prestiti su pegno di titoli, a praticare lo sconto delle cambiali, ad acquistare titoli di stato e azioni.
La Cassa faceva prestiti ai piccoli agricoltori, ai comuni della Provincia e alle casse rurali, inoltre fungeva da tesoreria per le istituzioni religiose.
Nel 1892 la sede venne trasferita nel Palazzo Dondi dall'Orologio, nell'attuale via Cesare Battisti (chiamata via Cassa di Risparmio dal 1901 al 1916).
Fra il 1912 e la prima Guerra mondiale furono aperte le prime filiali a Montagnana, Piove di Sacco ed Este.
Nel 1916 fu inaugurata la nuova sede, appositamente costruita, in corso Garibaldi.
Il nuovo edificio fu, tuttavia, requisito l'anno successivo come sede del Comando Supremo dell'Esercito, dopo lo sfondamento di Caporetto. Mentre la Banca chiudeva le filiali e abbandonava Padova fino alla fine della Guerra.
Con il nuovo statuto del 1920 finì anche la tutela del Comune.
Negli anni Venti la Cassa incorporò la Cassa di Risparmio di Monselice, il Monte di Pietà di Padova e la Cassa di Risparmio di Este.

### LaCassa di Risparmio di Padova e Rovigo[2]
Nel 1928 la Cassa padovana si fuse con la consorella di Rovigo per dare vita alla Cassa di Risparmio di Padova e Rovigo.
Nel 2002, insieme alle altre banche del gruppo Cardine, la Cassa di Padova e Rovigo è entrata a far parte del gruppo bancario Sanpaolo IMI, e l'anno successivo ha incorporato la Banca agricola di Cerea.

### LaCassa di Risparmio del Veneto
Dopo la creazione del gruppo Intesa Sanpaolo, nel 2008, è stata creata la nuova denominazione Cassa di Risparmio del Veneto, denominazione che è stata assunta da tutte le filiali venete di Sanpaolo, Banca Intesa (fra cui quelle ereditate dalla Banca Cattolica del Veneto) e Cassa di Risparmio di Padova e Rovigo. Le uniche filiali venete che non hanno cambiato denominazione sono quelle della Cassa di Risparmio di Venezia (comunque facente parte sempre del gruppo Intesa Sanpaolo).
Fra i suoi azionisti compare la Fondazione Cassa di Risparmio di Padova e Rovigo che ha ereditato gli originari scopi di beneficenza della Cassa di Risparmio di Padova e Rovigo, quando era banca pubblica.
Dal 1997 al 2004 e dal 2006 al 2012 è stato lo sponsor ufficiale del Calcio Padova.
Il piano industriale 2021 di Intesa Sanpaolo prevedeva l'Incorporazione di tutte le banche dei territori nella capogruppo Intesa Sanpaolo Spa, incorporazione che per quanto riguarda Cassa di Risparmio del Veneto avvenne il 23 luglio 2018.

## Ex azionisti
- Intesa Sanpaolo S.p.A. - 100% (socio unico)

## Ex dati societari
- Ragione sociale: Cassa di Risparmio del Veneto S.p.A.
- Sede legale: corso Garibaldi, 22/26 - 35122 Padova
- Partita Iva: 03591520287
- Codice Fiscale: 02089931204
- Capitale sociale: 778.869.000,00 euro
- Iscritta all'Albo delle Banche: 5464
- Codice ABI: 6225.7